# Meikyū Black Company
Meikyū Black Company (迷宮ブラックカンパニー Meikyū Burakku Kanpanī?), también conocida como The Dungeon of Black Company, es una serie de manga escrita e ilustrada por Yōhei Yasumura, publicada en el sitio web Mag Comi de Mag Garden desde el 5 de diciembre de 2016. La historia sigue a Kinji Ninomiya, un nini que tiene acumulado suficiente dinero de inversiones inmobiliarias desde que se ausentó del trabajo, hasta que es transportado a un mundo de fantasía, donde es obligado a trabajar como esclavo en una empresa minera que se dedica a extraer cristales.
Una adaptación a serie de anime producida por Silver Link se estrenó el 9 de julio de 2021.

## Argumento
Kinji Ninomiya es un NEET que ha acumulado suficiente dinero a través de inversiones inmobiliarias para financiar un estilo de vida cómodo sin tener que trabajar. Esto cambia cuando un portal lo transporta repentinamente a un mundo de fantasía donde rápidamente termina esclavizado por una empresa minera que extrae cristales de una mazmorra. Desesperado por una salida a esta nueva pobreza, Kinji intenta recuperar la estabilidad financiera por cualquier medio necesario, reuniendo un inusual grupo de aventureros en el proceso.

## Personajes
Kinji Ninomiya (二ノ宮キンジ Ninomiya Kinji?)
Seiyū: Katsuyuki Konishi, Óscar Flores (español latino)
El protagonista, un humano que recurrirá a cualquier medio para ascender en las filas de la empresa minera a pesar de los constantes fracasos.
Rim (リム Rimu?)
Seiyū: Misaki Kuno, Mildred Barrera (español latino)
Un poderoso dragón que adoptó la forma de una adolescente y se unió a Kinji cuando le prometió que podía probar la comida humana.
Wanibe (ワニベ Wanibe?)
Seiyū: Hiro Shimono, Eduardo Ramírez (español latino)
Un demihumano cocodrilo y uno de los compañeros de trabajo de Kinji.
Belza (ベルザ Beruza?)
Seiyū: Satomi Satō, Valentina Souza (español latino)
Una ejecutiva que se desempeña como directora de la mazmorra de la industria minera Reisach. Una persona que encarna el lado negro de la industria minera de Reisach, obligando a las personas a trabajar hasta la muerte en beneficio de la empresa.
Jefe Goblin (ゴブリン上司 Goburin Jōshi?)
Seiyū: Wataru Takagi
Shia (シア Shia?)
Seiyū: Megumi Toda, Danann Galván (español latino)
Ranga (ランガ Ranga?)
Seiyū: M.A.O, Fernanda Gastélum (español latino)
Hormiga de mazmorra A (迷宮アリA Meikyū Ari A?)
Seiyū: Yoshitsugu Matsuoka

## Medios

### Manga
| N.º | Fecha de lanzamiento     | ISBN original          |
| --- | ------------------------ | ---------------------- |
| 1   | 10 de mayo de 2017       | ISBN 978-4-800006-83-7 |
| 2   | 9 de diciembre de 2017   | ISBN 978-4-800007-36-0 |
| 3   | 10 de agosto de 2018     | ISBN 978-4-800007-91-9 |
| 4   | 10 de mayo de 2019       | ISBN 978-4-800008-55-8 |
| 5   | 9 de noviembre de 2019   | ISBN 978-4-800009-10-4 |
| 6   | 10 de julio de 2020      | ISBN 978-4-800009-92-0 |
| 7   | 9 de julio de 2021       | ISBN 978-4-800011-10-7 |
| 8   | 10 de noviembre de 2021  | ISBN 978-4-800011-44-2 |
| 9   | 8 de julio de 2022       | ISBN 978-4-800012-29-6 |
| 10  | 10 de marzo de 2023      | ISBN 978-4-800013-07-1 |
| 11  | 9 de noviembre de 2023   | ISBN 978-4-800013-89-7 |
| 12  | 10 de septiembre de 2024 | ISBN 978-4-80001-493-1 |

### Anime
Una serie de anime producida por Silver Link fue anunciada en junio de 2020. La serie es dirigida por Mirai Minato, con guiones de Deko Akao, diseño de personajes de Yuki Sawairi y música de Taku Inoue. El tema de apertura Shimi (染み?) es interpretado por Howl Be Quiet. Se estrenó el 9 de julio de 2021 en BS-NTV, ABC y Tokyo MX. Crunchyroll obtuvo la licencia de la serie fuera de Asia.
El 11 de julio de 2021, Funimation anunció que la serie recibió un doblaje en español latino, que se estrenó el 13 de agosto. Tras la adquisición de Crunchyroll por parte de Sony, el doblaje se trasladó a Crunchyroll.